# Dmitri Guerásimov

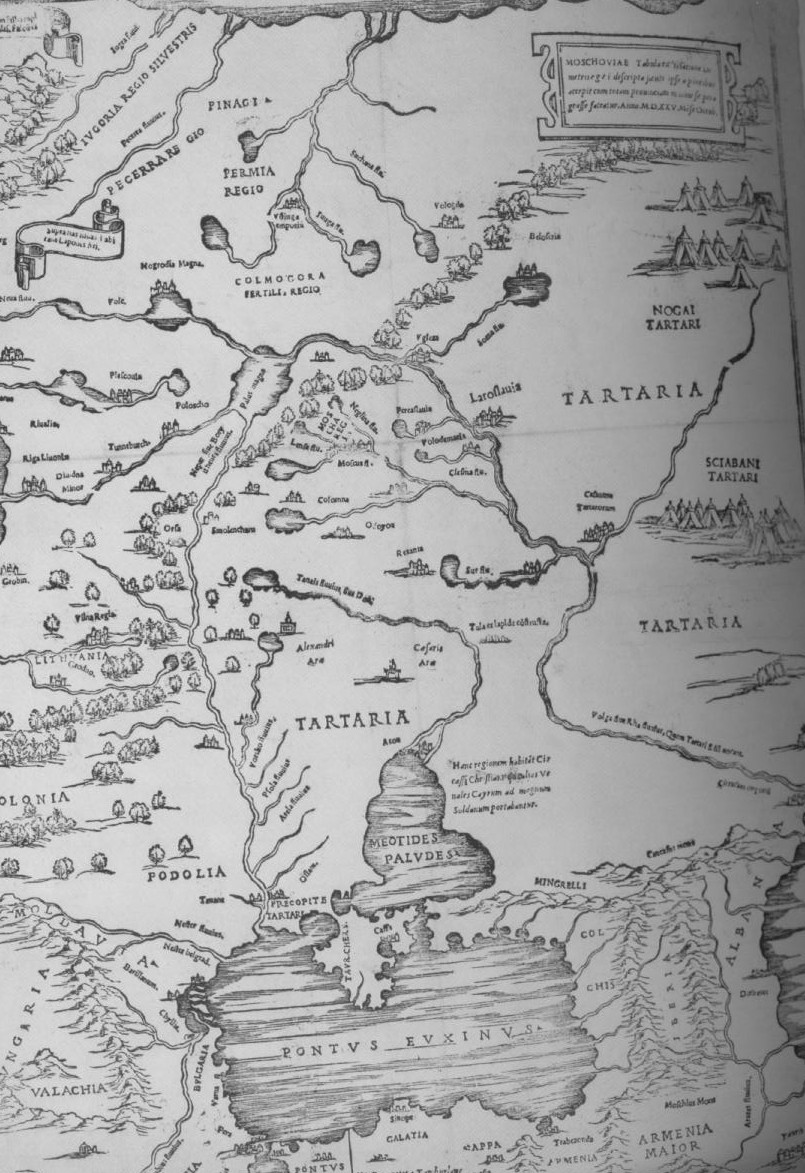
El mapa de Moscovia de Battista Agnese, según noticias de Gerásimov.

Dmitri Guerásimov (ruso: Дмитрий Герасимов, conocido como Demetrio Erasmio, Mitia el Traductor or Dmitri el Scolástico; nacido alrededor de 1465-murió después de 1535) fue un filólogo, traductor y diplomático ruso del Renacimiento, informante de Paolo Giovio y Sigismund von Herberstein.
Supuestamente, Dmitri vivía por la mayor parte de su vida en Nóvgorod y colaboraba con clérigos de esta villa. Estudiaba en su juventud en Livonia, donde aprendió latín y alemán. Este conocimiento lo usaba extensivamente cuando servía de traductor de libros religiosos (comentarios a Vulgata de San Jerónimo o a Salmos de Brunón de Würzburg, tratados antijudíos, etc.) e intérprete de embajadas moscovitas a Emperador Maximiliano I, Prusia, Suecia y Dinamarca. En 1525 era embajador del Papa Clemente VII cuando el Gran Duca Basilio III de Moscú deseaba juntarse a la liga antiotomana. En Roma narró a Pablo Giovio noticias geográficas sobre Rusia y países nórdicos. Sobre su embajada Giovio escribió un libro; después, Battista Agnese en Venecia imprimió un mapa que serviría de modelo para los mapas europeos de Moscovia en el siglo XVI.
Guerásimov tradujo Ars grammatica de Elio Donato y confrontó las gramáticas latina y eslava; propuso una terminología lingüística rusa. Era colaborador notable de Máximo el Greco y del humanista Miguel Trivolis que trabajaba en Rusia.
Se considera como traductor ruso de la epístola de Maximiliano Transilvano sobre el viaje de Fernando de Magallanes.